# Diclidurus isabellus
Diclidurus isabellus là một loài động vật có vú trong họ Dơi bao, bộ Dơi. Loài này được Thomas mô tả năm 1920.